# Палуши
Палуши (бел. Палушы) — агрогородок в Островецком районе Гродненской области Белоруссии. С 2013 года административный центр Гудогайского сельсовета. Расположен в 7 км от города Островец, в 2 км от железнодорожной станции Гудогай, в 250 км от Гродно. В 2014 году в агрогородке проживало 381 человек.

## История
С 1922 года в составе Польши, с 1939 года в составе БССР.

## Население
- 1857 год — 119 жителей;
- 1905 год — 307 жителей;
- 1970 год — 29 жителей;
- 2004 год — 125 хозяйств, 344 жителей;
- 2014 год — 381 житель.

## Инфраструктура
В агрогородке имеется медицинский пункт, магазин, клуб-библиотека, детский сад, лесничество.